# 尚德义
尚德义（1932年—2020年10月14日），男，辽宁沈阳人，中华人民共和国作曲家、音乐教育家。

## 生平
尚德义祖籍辽宁，1932年生于沈阳。九一八事变日本占领沈阳后，尚德义的父亲所在的邮政部门向山海关内撤退，不满周岁的尚德义被父母带到北平。1937年卢沟桥事变发生，抗日战争全面爆发，尚德义全家又自北平迁居甘肃兰州，一住13年。当时兰州是西北的中心，又是抗日战争大后方，吴越音、管俞毓、任光地、郎毓秀、于一轩等音乐家都曾在兰州举办过音乐会。尚德义是唱着作曲家王洛宾的歌长大。儿时他常在黄河边玩耍，听划羊皮筏子的筏子客唱花儿，以及西北各少数民族如藏族、维吾尔族的民歌。尚德义中学的音乐课上教唱西部民歌，以及黄自的《抗敌歌》、贺绿汀的歌曲等等。
1950年，尚德义考入北京师范大学音乐系。毕业后，先后在东北师范大学、吉林艺术学院音乐系任教。历任吉林艺术学院教授、作曲教研室主任、音乐系副主任、艺术研究中心副主任。在此后近40年内，他在教学之余从事音乐创作，创作出许多脍炙人口的声乐作品，在花腔作品以及包括合唱在内的艺术歌曲创作上取得很高成就。他曾任中国音乐家协会第四届理事。
1992年，尚德义回到兰州，指导西北地区的音乐人学习作曲。1997年，接受西北民族大学音乐舞蹈系（2001年升格为西北民族大学音乐舞蹈学院）主任李曙明的邀请，受聘担任该系教授。尚德义创立的西北民族大学音乐舞蹈学院作曲与作曲技术理论专业被中华人民共和国教育部评为高等学校特色专业建设点。
2020年10月14日凌晨2时在长春逝世，享年89岁。

## 家庭
妻子元柏萱，音乐教授。早年在志国中学学习，抗日战争时期随母亲自西安到兰州。高中时结识尚德义，二人是同班同学，一同参加高中合唱团。

## 作品
- 独唱作品：《千年的铁树开了花》、《科学的春天来到了》、《火把节的欢乐》、《春风圆舞曲》、《冰上女神》、《你的歌声》、《都怪那后生》、《神舟飞歌》、《小鸟飞来了》、《七月的草原》、《今年梅花开》、《祖国永在我心中》、《巴黎圣母院的敲钟人》、《从小我就是盲童娃娃》、《大西北之恋》、《喀喇昆仑》、《老师，我总是想起你》
- 合唱作品：《大漠之夜》、《牧笛》、《去一个美丽的地方》、《向往西藏》、《牧场情歌》[3]
- 著作：《尚德义合唱作品选》、《尚德义独唱歌曲选》、《尚德义艺术歌曲新作品选》、《火把节的欢乐——尚德义花腔歌曲8首》

## 奖项和荣誉
尚德义被誉为“中国花腔第一人”，曾经两次获得中共中央宣传部“五个一工程奖”，两次获得“中国音乐金钟奖”，还曾获“中国合唱终身贡献奖”，多次获中华人民共和国文化部作品奖。